# Методієво (Шуменська область)
Мето́дієво (болг. Методиево) — село в Шуменській області Болгарії. Входить до складу общини Вирбиця.

## Населення
За даними перепису населення 2011 року у селі проживали 393 особи.
Національний склад населення села:
| Національність   | Кількість осіб | Відсоток |
| ---------------- | -------------- | -------- |
| турки            | 355            | 90,3%    |
| цигани           | 26             | 6,6%     |
| болгари          | 12             | 3,1%     |
| інша             | 0              | 0%       |
| не визначились   | 0              | 0%       |
| Всього відповіли | 393            |          |

Розподіл населення за віком у 2011 році:
Динаміка населення: